# Federación africana de críticos cinematográficos

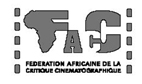
logotipo de la FACC

La Federación Africana de Críticos Cinematográficos, también conocida por el acrónimo FACC, es una federación panafricana que reúne asociaciones de críticos de cine de África y la Diáspora, así como a miembros individuales. Su declinación inglesa es African Federation of Film Critics (AFFC ).
A principios de 2023, la FACC reúne a 43 asociaciones y 456 editores. Tiene su sede en Senegal. Su presidenta es la periodista y crítica cultural senegalesa Fatou Kine Sène desde 2019.

## Historia

### Nacimiento de la red Africiné
Del 17 al 21 de febrero de 2003, un taller sobre crítica cinematográfica reunió en Uagadugú a 26 periodistas de radio y prensa escrita de cuatro países de África negra: Senegal, Madagascar, Nigeria y Burkina Faso. Fue animado por los críticos Clément Tabsoba, Jean Roy y Olivier Barlet, y coordinado por Gervais Hien en representación del FESPACO, con la ayuda de la Cooperación Francesa. Durante la evaluación se decidió continuar el trabajo iniciado mediante la creación de redes y la producción conjunta de contenidos. Se creó un grupo de debate en Internet reservado a los periodistas culturales con el nombre de Africiné.
En julio de 2003, la Asociación Tunecina para la Promoción de la Crítica Cinematográfica (ATPCC) organizó un seminario similar de cuatro días en Túnez, que confirmó las decisiones de la red y examinó los problemas logísticos.
En junio de 2004, el Fondo de Autopistas de la Información de la Agencia Intergubernamental de la Francofonía (AIF) concedió una subvención para crear la página web Africiné, producir contenidos para ella y organizar talleres de formación. La gestión de esta subvención de puesta inicial corre a cargo, en función de su notoriedad, de la asociación Africultures bajo el control de un interventor designado por la red, durante un período de 24 meses a partir de noviembre de 2004, con una prórroga para finales de 2007. Al final de este periodo, 4221 películas figuran en la web y 867 textos están publicados. Tiene 2.560 a principios de 2023.
El 9 de septiembre de 2004, en una reunión de críticos presentes en el Festival Internacional de Cine de Mujeres en Salé, Marruecos, se precisaron los objetivos de la red:
- promover la escritura africana endógena sobre el cine africano y remediar su falta de visibilidad internacional,
- fomentar el apoyo cinéfilo y por lo tanto mediático a un cine de calidad con valor educativo,
- mejorar la inclusión de África en los circuitos críticos internacionales y fomentar la confrontación crítica a este nivel sobre las películas africanas,
- proporcionar contenidos de calidad de valor documental y analítico sobre el cine africano,
- proporcionar al público, a los investigadores y a los programadores una base de datos temática de películas africanas y los contactos profesionales correspondientes,
- permitir a los periodistas africanos ver nuevas películas y acceder a películas del repertorio, así como a obras fundamentales sobre cine.

### Creación de la Federación africana de críticos cinematográficos
Del 2 al 7 de octubre de 2004, los delegados de la red Africiné en los Carthage Film Days se reunieron cada mañana en la sede de la Federación Tunecina de Cine Clubes y decidieron crear una federación cuyos estatutos y reglamento interno fueron aprobados. También se votó una carta en la que se propone « inventar un nuevo método crítico y afirmar una crítica africana, no porque sea la única auténtica y legítima, sino porque generalmente carece de visibilidad y no puede participar en la percepción global del cine africano y de las culturas africanas » . Termina con una cita de Paulin Soumanou Vieyra: « Aceptar la crítica es aceptar ser diferente y pensar que uno no tiene la verdad absoluta» .
Se elige una junta ejecutiva:
- presidente: Clément Tapsoba (presidente de la asociación ASCRIC-B, Burkina Faso)
- primer vicepresidente: Mohammed Bakrim (presidente de la asociación Aflam de críticos cinematográficos de Marruecos)
- segundo vicepresidente: Jean-Marie Mollo Olinga (presidente de la asociación Cinépresse de críticos de cine de Camerún)
- secretario general: Hassouna Mansouri (presidente de la ATPCC, Asociación Tunecina para la Promoción de la Crítica Cinematográfica)
- tesorero: Olivier Barlet (presidente de la asociación Africultures, Francia),

La sede está en Dakar y Thierno Ibrahima Dia ha sido nombrado animador de la página web Africiné y moderador del grupo de debate en Internet.

### Desarrollo
En 2009 se organizó un primer congreso en el Fespaco, en el que se eligió una nueva junta directiva, compuesta por siete miembros:
- presidente: Baba Diop (Senegal)
- vicepresidente: Francis Ameyibor (Ghana)
- segundo vicepresidente: Clement Taspsoba (Burkina-Faso)
- tercer vicepresidente: Kamel Ben Ouanes (Túnez)
- secretario general: Sani Soulé Manzo (Níger)
- secretario general a cargo de la comunicación: Jacques Bessala Manga (Camerún)
- tesorero: Sitou Ayité (Togo)

En 2010, el FESMAN confió a la FACC  la programación de proyecciones-debate y la organización del coloquio Sembène / Chahine .
Ese mismo año, el ministro de Asuntos Exteriores, Me Madické Niang, firmó el convenio de sede el 30 de marzo en Dakar.
Se celebró una reunión con 17 miembros de la FACC en el Fespaco de 2011 y con 35 miembros en el Fespaco de 2013 para estudiar mejoras en el funcionamiento general de la Federación y su gobernanza. Tras una consulta con todas las asociaciones miembros, se remodelan los estatutos y el reglamento interno para tener en cuenta el crecimiento de la Federación.
Los días 17 y 18 de diciembre de 2015, la FACC organizó en Marrakech un segundo congreso ordinario con una treintena de participantes en representación de quince países miembros para modificar y aprobar los nuevos estatutos y reglamentos internos, renovar los órganos de gobierno y perfilar el plan de acción. El crítico marroquí Khalil Demmoun fue elegido presidente y la junta ejecutiva se renovó de la siguiente manera:
- primer vicepresidente: Mahrez Karoui (Túnez)

- segundo vicepresidente: Yacouba Sangaré (Costa de Marfil)

- secretario general: Espéra Donouvossi (Benín)

- secretario general adjunto: Fatou Kiné Sene (Senegal)

- tesorero general: Pelagie Ng'onana (Camerún)

- oficial de comunicaciones: Charles Ayetan (Togo)[9]

El congreso también adoptó un plan de acción de tres años para la FACC para el período 2016-2018, con el objetivo de animar la vida de la federación y la puesta en práctica de su misión de apoyo al cine africano.
En 2020, la FACC lamenta la muerte de su primer presidente, Clément Tapsoba.
Durante la 26.ª edición del Fespaco, la Asamblea General Ordinaria del 28 de febrero de 2019 eligió una nueva junta ejecutiva compuesta por una mayoría de mujeres.
- presidente: Fatou Kiné Sene (Senegal),
- primer vicepresidente: Ahmed Shawky (Egipto)
- segundo vicepresidente: Fatoumata Sagnane (Guinea)
- secretario general: Abraham Bayili (Burkina Faso)
- secretario general adjunto: Sahar El Echi (Túnez)
- tesorero general: Pelagie NG'onana (Camerún)
- responsable de comunicación: Charles Ayetan (Togo)

La Asamblea General también eligió a dos auditores: Renate Lemba (RDC) y Rodéric Dèdègnonhou (Benín).

### Dirección
| Apellido          | Nacionalidad | Período de mandato |
| ----------------- | ------------ | ------------------ |
| Clément Tapsoba   | Burkina Faso | 2004-2009          |
| Baba Diop         | Senegal      | 2009-2015          |
| Khalil Demmoun    | Marruecos    | 2015-2019          |
| Fatou Kiné Sène   | Senegal      | 2019-2023          |
| Fatoumata Sagnane | Guinea       | desde 2023         |

### Junta ejecutiva
Durante la Asamblea General del 2 de marzo de 2023 durante el Fespaco en Uagadugú, se eligió una nueva junta ejecutiva, compuesta por:
1. Presidente: Fatoumata Sagnane (Guinea Conakri)
2. Primer Vicepresidente: Dr. Héctor Víctor Kabré (Burkina Faso)
3. Segundo Vicepresidente: Pierre Patrick Touko (Camerún)
4. Secretario general: Sidney Cadot-Sambossi (Francia)
5. Secretario general adjunto: Dr. Youssoufa Halidou Harouna (Níger)
6. Tesorero: Bigue Bob (Senegal)
7. Responsable de comunicación: Yacouba Sangaré (Costa de Marfil)

## Talleres de formación
Se organizan diversos talleres de formación durante los festivales de cine o sobre iniciativas locales para reforzar la estructura de la Federación, en particular mediante la creación de asociaciones nacionales de críticos de cine:
- Argelia: Tremecén (Festival de Cine Amazigh, 2007),
- Burkina Faso: Uagadugú, en cada edición de Fespaco desde 2003.
- Benigno: Ouidah (Quintaesencia, 2005),
- Camerún: Yaundé (Pantallas negras, 2004 y 2005),
- Egipto: Luxor (Festival de Cine Africano de Luxor 2013 y 2014)
- Gabón: Libreville (Iniciativa del Instituto Gabonés de Imagen y Sonido, 2010)
- Ghana: Acra (iniciativa NAFTI, 2005),
- Guadalupe: Pointe-à-Pitre ( FEMI, 2007),
- Guinea: Conakri (iniciativa local y Cooperación Francesa, 2013)
- Madagascar: Antananarivo (Encuentros de cortometrajes, 2010),
- Mauricio: Universidad de Mauricio (Ile Courts Festival, 2017)
- Mauritania: Nuakchot (Festival Cinémas des Frontières, 2014)
- Níger: Niamey (Niamey Documentary Film Forum, 2012)[15]
- Nigeria: Lagos (iniciativa de la Cooperación Francesa, 2006),
- Senegal: Dakar (Festival de Cine de Barrio, 2005 - Iniciativa de la Asociación Senegalesa de Críticos de Cine, 2007 y 2014 - Festival de los Tribunales de Dakar, 2021 y 2022)
- RDC: Kinshasa (iniciativa local y Cooperación Francesa, 2013),
- Ruanda: Kigali (Festival de Cine de Mashariki, 2017)
- Túnez: Túnez (iniciativa ATPCC, 2004), Túnez (Festival de Cine Europeo, 2005).

## Base de datos
En colaboración con Africultures, la FACC desarrolla desde octubre de 2004 una base de datos muy completa sobre películas de África o sobre África, personalidades del cine africano, estructuras profesionales e información de actualidad. Está integrada en la base de datos multidisciplinar Sudplanète, que sirve de base a las páginas web Africiné y Africultures. A principios de 2023, hará referencia a cerca de 22.000 películas. 

## El boletín Africiné
En cada FESPACO desde 2005, un taller de formación organizado por la FACC redacta un boletín crítico de 8 páginas. Lo diseña e imprime el taller de la FACC. Suele incluir varios números, tiene una tirada de 1000 ejemplares y se distribuye gratuitamente a los asistentes al festival.

## Jurado de la Crítica Africana - Premio Paulin Soumanou Vieyra
En 1988, en el tercer Encuentro de Cine Africano de Khouribga, un jurado de críticos creó el "Premio Paulin Vieyra", pero no tuvo continuidad.
Desde 2009, la FACC organiza jurados de críticos africanos en diferentes festivales de África, en colaboración con el festival. El premio concedido tiene como objetivo fomentar el cine de buena calidad artística, pero también apoyar a los jóvenes talentos emergentes.
Desde 2013, se denomina Premio Paulin Soumanou Vieyra, en homenaje al primer crítico africano negro.
Se concede a:
| Año  | Título de la película           | Director de cine                    | País                | Festival                                                      |
| ---- | ------------------------------- | ----------------------------------- | ------------------- | ------------------------------------------------------------- |
| 2009 | Teza                            | Haïlé Gerima                        | Etiopía             | FESPACO 2009                                                  |
| 2013 | One Man's Show                  | Newton Aduaka                       | Nigeria             | FESPACO 2013                                                  |
| 2014 | Les Hommes d’argile             | Mourad Boucif                       | Marruecos           | Festival internacional de la película transahariana de Zagora |
| 2015 | C'est eux les chiens            | Hicham Lasri                        | Marruecos           | FESPACO 2015                                                  |
| 2016 | C'est eux les chiens            | Hicham Lasri                        | Marruecos           | Luxor African Film Festival                                   |
| 2016 | Clash                           | Mohamed Diab                        | Egipto              | JCC 2016                                                      |
| 2016 | Les hommes d’argile             | Mourad Boucif                       | Egipto              | Festival internacional de la película transahariana de Zagora |
| 2017 | Serpent                         | Amanda Evans                        | Sudáfrica           | Durban international Film Festival                            |
| 2017 | Tant qu'on vit                  | Dani Kouyaté                        | Burkina Faso        | Festival internacional de la película transahariana de Zagora |
| 2017 | Un mile dans mes chaussures     | Saïd Khallaf                        | Marruecos           | FESPACO 2017                                                  |
| 2017 | Le Train de sel et de sucre     | Licínio Azevedo                     | Mozambique          | JCC 2017                                                      |
| 2018 | Sofia                           | Meryem Benm’Barek                   | Marruecos           | JCC 2018                                                      |
| 2018 | Mama Bobo                       | Robin Andelfinger et Ibrahima Seydi | Francia, Senegal    | Encuentros de cortometrajes en Madagascar                     |
| 2019 | Indigo                          | Selma Bargach                       | Marruecos           | FESPACO 2019                                                  |
| 2019 | You come from far away          | Amal Ramsis                         | Egipto              | Festival internacional de películas de Ismaïlia               |
| 2019 | Un coin du ciel noir            | Djingarey Maïga                     | Níger               | Toukountchi Festival de Ciné de Níger                         |
| 2020 | Awa (Ici)                       | Deborah Basa                        | República del Congo | Encuentros de cortometrajes en Madagascar                     |
| 2021 | La Femme du fossoyeur           | Khadar Ayderus Ahmed                | Somalia             | FESPACO 2021                                                  |
| 2021 | Argu                            | Omar Belkacemi                      | Argelia             | JCC 2021                                                      |
| 2021 | Tuk Tuk                         | Mohamed Kheidr                      | Egipto              | Encuentros de cortometrajes en Madagascar                     |
| 2022 | La Vie d’après                  | Anis Djaad                          | Túnez               | JCC 2022                                                      |
| 2023 | Mami Wata                       | C.J. "Fiery" Obasi                  | Nigeria             | FESPACO 2023                                                  |
| 2025 | Katanga, la danse des scorpions | Dani Kouyaté                        | Burkina Faso        | FESPACO 2025                                                  |